# Программа Small Explorer
Small Explorer program (SMEX) - программа НАСА по финансированию миссий по освоению космоса стоимостью не более 120 млн долл.. Программа является составной частью программы Explorer и была начата в 1989 году.

## История и перспективы программы
Первые пять миссий, запущенные между 1992 и 1999 годами, разрабатывались Офисом проекта Small Explorer центра космических полётов Годдарда. В начале 1999 года было объявлено о закрытии Офиса, а непосредственное руководство перешло к руководителям миссий под наблюдением со стороны проекта Explorer.
В 2017 году НАСА объявило о финансировании 5 концептов будущей гелиофизической миссии:
- Исследователь механизмов энергичных выбросов вещества (англ. Mechanisms of Energetic Mass Ejection – eXplorer, MEME-X) под руководством Томаса Мура (англ. Thomas Moore) из центра космических полётов Годдарда. Цель миссии — картографирование общих физических в ближнем космосе, влияющих на приток вещества туда из верхней атмосферы. Потенциально в результате миссии может измениться представление о том, как ионы покидают атмосферу Земли.
- Рентгеновский гелиограф с фокусирующей оптикой (англ. Focusing Optics X-ray Solar Imager, FOXSI) под руководством Стивена Кристи (англ. Steven Christe) из центра космических полётов Годдарда. Предлагается создать гелиограф для прямых наблюдений в жёстком рентгеновском диапазоне, который позволит обнаруживать горячую плазму и высокоэнергетические электроны рядом с местами выбросов энергии в солнечной короне.
- Многощелевой солнечный исследователь (Multi-Slit Solar Explorer, MUSE) под руководством Теда Тарбелла (англ. Ted Tarbell) из Локхид Мартин. Предлагается получить данные для улучшения понимания сложных механизмов, отвечающих за высвобождение энергии в короне и за динамику солнечной атмосферы.
- Тандем спутников для исследования электродинамики переприсоединений и пиков (англ. Tandem Reconnection and Cusp Electrodynamics Reconnaissance Satellites, TRACERS) под руководством Крейга Клетзинга (англ. Craig Kletzing) из Айовского университета. Цель миссии — заполнение фундаментального пробела в знаниях о глобальной изменчивости пересоединения магнитопаузы.
- Поляриметр для объединения короны и гелиосферы (англ. Polarimeter to Unify the Corona and Heliosphere, PUNCH) под руководством Крейга ДеФореста (англ. Craig DeForest) из Юго-Западного Исследовательского Института в Болдере. Цель миссии — улучшить понимание того, как корональные структуры подпитывают окружающих их солнечный ветер веществом и энергией, а также динамику эволюции структур в молодом солнечном ветре около поверхности источника.

Каждый концепт получит грант в размере 1,25 млн. долларов сроком 11 месяцев.

## Миссии
| Название | Нмер SMEX | Номар Explorer | Дата запуска (UTC) | Дата завершения (UTC) | Статус                                                                |
| -------- | --------- | -------------- | ------------------ | --- | --------------------------------------------------------------------- |
| SAMPEX   | SMEX-1    | Explorer-68    | 3 июля 1992        | 30 июня 2004 | Полёт завершён. Вошёл в атмосферу 13 ноября 2012                      |
| TOMS-EP  |           |                | 2 июля 1996        | 2 декабря 2006 - прекращение связи; 30 мая 2007 - отправлена команда выключения, после чего космический аппарат, по наблюдениям радаров, прекратил поддерживать солнечную ориентацию | [ 5 ] [ 6 ]                                                           |
| FAST     | SMEX-2    | Explorer-70    | 21 августа 1996    | 4 мая 2009 | Полёт завершён                                                        |
| SWAS     | SMEX-3    | Explorer-74    | 6 декабря 1998     | 21 июля 2004 | Полёт завершён                                                        |
| TRACE    | SMEX-4    | Explorer-73    | 2 апреля 1998      | 21 июня 2010 | Полёт завершён                                                        |
| WIRE     | SMEX-5    | Explorer-75    | 5 марта 1999       | | Поломка космического аппарата; вход в атмосферу 10 мая 2011           |
| RHESSI   | SMEX-6    | Explorer-81    | 5 февраля 2002     | | Активен                                                               |
| GALEX    | SMEX-7    | Explorer-83    | 28 апреля 2003     | Май 2012, списан 28 июня 2013 | Полёт завершён                                                        |
| SPIDR    | SMEX-8    |                |                    | | Отменён в июле 2003 из-за недостаточной чувствительности инструментов |
| AIM      | SMEX-9    | Explorer-90    | 25 апреля 2007     | | Активен                                                               |
| IBEX     | SMEX-10   | Explorer-91    | 19 октября 2008    | | Активен                                                               |
| NuSTAR   | SMEX-11   | Explorer-93    | 13 июня 2012       | | Активен                                                               |
| IRIS     | SMEX-12   | Explorer-94    | 28 июня 2013       | | Активен                                                               |
| GEMS     | SMEX-13   |                |                    | | Отменён из-за ожидаемого превышения бюджета 10 мая 2012               |
| IXPE     | SMEX-14   |                | планируется в 2021 | | В разработке                                                          |